# NGC 925
NGC 925 is een balkspiraalstelsel in het sterrenbeeld Driehoek. Het hemelobject ligt 28,1 miljoen lichtjaar (8,6 × 106 parsec) van de Aarde verwijderd en werd op 13 september 1784 ontdekt door de Duits-Britse astronoom William Herschel. NGC 925 is een van de sterrenstelsels uit de NGC 1023-groep, een cluster van 5 sterrenstelsels op ongeveer 20,3 miljoen lichtjaar afstand.

## Synoniemen
- GC 542
- IRAS 02243+3321
- 2MASX J02271691+3334439
- H 3.177
- h 222
- KUG 0224+333
- MCG +05-06-045
- PGC 9332
- UGC 1913
- ZWG 504.85
- Kara 105